# Jimmie
Pour plus de détails, voir Fiche technique et Distribution.
Jimmie est un téléfilm suisse développé et écrit par Thomas Peter et réalisé par Tobias Ineichen, sorti en 2008.

## Synopsis
Kathy Berger est la mère célibataire de Jimmie, un jeune autiste de 16 ans qui ne parle pas et dont la passion est la natation. Elle ne veut pas le placer dans un foyer, mais le ramène chez elle à la fin de sa scolarité, contre la volonté de son ex-mari Michael. La relation avec ce dernier s'avère difficile. Lorsque l'entraîneur de natation Jan Ambühl découvre le talent de nageur de Jimmie, il l'engage comme motivateur pour son relais de nage libre. Mais Jimmie n'est pas accepté par les nageurs.

## Fiche technique
- Titre original : Jimmie
- Réalisation : Tobias Ineichen
- Scénario : Thomas Peter
- Production : Anita Wasser et  Peter Reichenbach
- Société de production : C-Films AG et SRF

- Musique : Fabian Römer
- Costume : Anna-Barbara Friedli
- Montage : Mike Schaerer
- Pays : Suisse
- Langue : suisse allemand
- Genre : Drame
- Durée : 89 minutes
- Date de sortie : 
  - Suite : 4 mai 2008

## Distribution
- Stephanie Japp : Kathy Berger
- Joel Basman : Jimmie Berger
- Martin Rapold : Jan Ambühl
- Michael Neuenschwander : Michael Berger
- Nils Althaus : Rick
- Miriam Stein : Dana
- Sandra Utzinger : Franziska
- Max Rüdlinger : Paul Schneider
- Doro Müggler : Rita
- Martin Hug : Peter
- Heidi Maria Glössner : Martina Bach
- Sarah Spale : Eva
- Pascal Holzer : journaliste
- Daniel Buser : Dr. Stettler
- Ernst C. Sigrist : avocat

## Distinctions
- 2008 : Prix Swissperform du meilleur acteur pour Joel Basman au Festival international du film de Genève[2]
- 2008 : Prix Swissperform de la meilleure actrice pour Stephanie Japp au Festival international du film de Genève
- 2008 : Prix Swissperform du meilleur film de télévision suisse au Festival international du film de Genève